# طواف إيطاليا 1934
طواف إيطاليا 1934 هو سباق دراجات هوائية أقيم في إيطاليا بتاريخ 19 مايو – 10 يونيو، تكون السباق من 17 مرحلة وامتدّ لمسافة 3712.7 كم بسرعة 30.548 كم/س، استغرق السباق 121 ساعة 17 دقيقة 17 ثانية. فاز به الإيطالي لياركو غيرا.